# Kirksanton
Kirksanton är en by i Cumbria i England. Byn nämndes i Domedagsboken (Domesday Book) år 1086, och kallades då Santacherche.